# Beretta M1951
Beretta M1951 — итальянский армейский самозарядный пистолет.

## История
После создания 4 апреля 1949 года военно-политического блока НАТО (одним из учредителей которого являлась Италия), Италия приняла на себя обязательства по стандартизации используемого вооружения и боеприпасов с другими странами блока. Стандартным патроном для пистолетов и пистолет-пулемётов стран НАТО стал патрон 9×19 мм.
Пистолет был разработан в конце 1940-х годов. В 1950 году конструкция была запатентована и изготовлен первый прототип (по результатам испытаний которого в конструкцию и геометрию деталей были  внесены незначительные изменения). В 1951 году был создан второй прототип и получен новый патент. В дальнейшем, к концу 1951 года были выпущены около 100 пистолетов с рамкой из алюминиевого сплава "Ergal" (часть из которых купило правительство Колумбии), но в дальнейшем был начат выпуск пистолетов со стальной рамкой.
После испытаний, пистолет был официально принят на вооружение итальянской армии и полиции под обозначением M1951 (Modello 1951, маркировка на итальянских выпусках — "Р BERETTA — CAL 9 mm MOD 1951 — PATENT GARDONE VT ITALIA"), взамен устаревшего Beretta M1934.
Это была первая модель компании Beretta с жестким запиранием канала ствола. В новом пистолете использовался патрон 9mm Parabellum вместо 9mm Corto в M1934. Переход на новый патрон был вызван как стандартизацией вооружений в рамках НАТО и необходимостью объединить калибры пистолетов и пистолетов-пулемётов, так и превосходством патрона 9mm Parabellum по пробивному и останавливающему действию пули. 
В M1951 применяется схема запирания ствола, заимствованная у Walther P38. Спусковой крючок со спусковой тягой и возвратная пружина, занимающая место под стволом, в Beretta M1951 как у Кольт M1911. Такое сочетание дало возможность создать оружие под стандартный патрон.
Короткий тыльник затвора и защитный нижний прилив к нему со стороны рукоятки в Beretta M1951 напоминают Кольт M1911. Материал и рифление на щечках рукоятки повторяют Walther P38, но не сама форма рукоятки. Во внешнем облике итальянских пистолетов проявляется преемственность дизайна. В первую очередь это форма затвора с вырезом по длине ствола (open top slide). Переднее сужение затвора, выступающий впереди затвора ствол и даже выступающий зуб на крышке магазина для удержания рукоятки напоминают Beretta M1934.

## Конструкция
Beretta M1951 является самозарядным пистолетом, действующим за счет отдачи при коротком ходе ствола. Запирание канала ствола осуществляется сцеплением ствола с затвором качающейся личинкой, по схеме Вальтер П38. Поворачиваясь, личинка поднимает заднюю часть и сцепляется с затвором своими вертикальными выступами, которые входят в вырезы в горизонтальных поверхностях затвора.
Вместо двух возвратных пружин по бокам рамки, как в пистолете Вальтер П38, в M1951 возвратная пружина одна и находится под стволом, как в пистолете Кольт M1911. За счет этого уменьшилась толщина оружия по затвору, но пружина занимает все подствольное пространство и передняя часть оружия увеличилась по высоте по сравнению с Вальтер П38, переднюю часть которого составляет только ствол. Тыльная часть затвора короткая, как в пистолете Кольт M1911.
УСМ одинарного действия с открытым курком. Курок после взведения можно поставить на предохранительный взвод, придерживая его и нажимая на спуск. Предохранительный взвод предохраняет от случайного выстрела. Курок встает также на предохранительный взвод, если он сорвался с боевого взвода при выпадении оружия из рук или был недовзведен и отпущен. Если произошла осечка, то необходимо вручную взвести курок и повторить спуск, так как самовзвода нет. Спусковой крючок и спусковая тяга двигаются параллельно линии ствола, как в Кольт M1911. Разобщитель позволяет вести только одиночный огонь и предотвращает выстрел при недоходе затвора.
Гильза после выстрела выбрасывается вправо.
Кнопкой предохранителя является стержень, проходящий поперек рукоятки под тыльником затвора. При нажатии слева стержень передвигается вправо и наоборот. Для включения предохранителя необходимо нажать на стержень с правой стороны, а для выключения — с левой. Предохранитель при включении удерживает шептало. Необычно также размещение фиксатора ствола — с правой стороны рамки.
Рычаг затворной задержки расположен на левой стороне рамки.
Магазин однорядный, на 8 патронов. Кнопка защелки магазина находится на левой стороне, в нижней задней части рукоятки, и имеет такой же внешний вид, как и кнопка предохранителя вверху рукоятки.

## Варианты

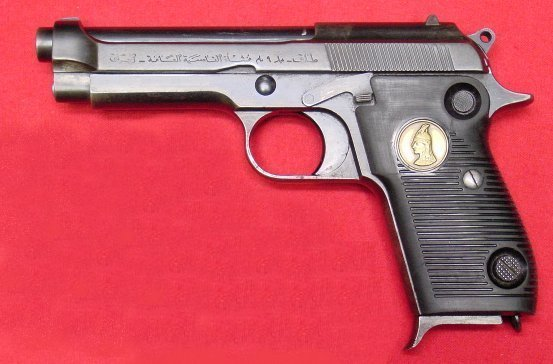
иракский пистолет "Tariq"

- Beretta M951R - вариант с автоматическим режимом стрельбы, удлинённым до 203 мм стволом и 10-зарядным магазином[4]
- Beretta M1951 "второй серии".
- Beretta M1951 "третьей серии".
- Beretta M952 - вариант под патрон 7,65х21 мм «Parabellum», выпускался в двух версиях (Beretta M952 Target и Beretta M952 Special).

## Страны-эксплуатанты
- Италия[1][3] - в 1953 году был официально принят на вооружение вооружённых сил Италии, также использовался полицией и иными силовыми структурами[4][2]
- Египет[5][3] - в 1956 году в Италии были куплены 50 тыс. пистолетов для вооруженных сил и полиции, затем выпускался по лицензии под названием «Helwan» на производственной линии фирмы Beretta на заводе "Maadi"[4] в пригороде Каира[6]
- Израиль[4][3] - пистолеты итальянского производства[5] и трофейные пистолеты "Helwan" египетского производства состояли на вооружении израильской армии[2]
- Ирак[7][8] - пистолеты выпускались по лицензии под названием "Tariq" (в честь арабского полководца Тарика ибн Зияда) на предприятии в городе Эль-Хилла, после вторжения США и их союзников в Ирак весной 2003 года их производство было прекращено, но ранее выпущенные пистолеты продолжали использовать в сформированных после 2003 года силовых структурах Ирака
- Иран - некоторое количество пистолетов "Tariq" было захвачено в ходе ирано-иракской войны
- Колумбия - в начале 1950х годов небольшая партия пистолетов была закуплена правительством Колумбии[4]
- Нигерия - на вооружении полиции[2]

В США продавались в качестве гражданского оружия под названием Beretta Brigadier.